# Robert Kurtzman
Robert Kurtzman (Crestline, 25 de novembro de 1964) é um maquiador de efeitos especiais, argumentista, Produtor de cinema e realizador de cinema norte-americano, mais conhecido por seus famosos trabalhos em filmes de terror. Ganhou o prémio de melhor maquilhagem de efeitos especiais pelo filme Cabin Fever no Sitges – Festival Internacional de Cinema Fantástico da Catalunha em 2002.